# Kirla Echegaray
Kirla Echegaray Alfaro es una abogada peruana. Fue ministra del Ambiente del Perú durante el Gobierno de Martín Vizcarra desde el 15 de julio de 2020 hasta el 12 de noviembre de 2020.
Cuenta con estudios de maestría en Derecho Civil y Comercial, y Gestión Pública de la Universidad del Pacífico.